# Pascal Pellowski
Pascal Pellowski (* 18. Dezember 1988 in Darmstadt) ist ein ehemaliger deutscher Fußballspieler und heutiger Funktionär.

## Karriere als Spieler
Pellowski wechselte 2006 aus der Jugend zu den Profis von Darmstadt. Er debütierte am 18. November 2006, dem 17. Spieltag der Saison 2006/07, in der Regionalliga Süd beim 2:2-Heimspiel gegen den FC Bayern München II. Darmstadt stieg in dieser Saison ab. In der darauffolgenden Saison der Oberliga Hessen stieg er mit Darmstadt wieder in die Regionalliga auf, nachdem er 31 Ligaspiele (zwei Tore) gespielt hatte. In der Saison 2008/09 kam er auf 28 Ligaeinsätze. Während seiner Zeit bei den Südhessen bestritt er auch zwei Spiele im DFB-Pokal gegen die SpVgg Greuther Fürth (2007) und gegen SV Wehen Wiesbaden (2008). 
Zur Saison 2009/10 wechselte Pellowski zum VfL Bochum II. Er stand am 7. November 2009 bei der 1:2-Niederlage im Bundesliga-Spiel gegen den SC Freiburg im Kader der Profis. Für die zweite Mannschaft kam er auf 32 Einsätze und ein Tor in der Regionalliga West. In der Saison 2010/11 folgten weitere 31 Ligaeinsätze für die zweite Mannschaft.
2011 verließ er Bochum und wechselte nach Elversberg in die Regionalliga. Beim Spiel gegen Rot-Weiss Essen am dritten Spieltag zog er sich eine Bänderverletzung und kam deshalb während der Saison auf nur 18 Regionalligaeinsätze (zwei Tore) und einen Einsatz für die zweite Mannschaft in der Oberliga Südwest. Nach nur einer Saison wechselte Pellowski nach Saarbrücken. Für den 1. FC Saarbrücken debütierte er wegen Achillessehnenproblemen und einer Sprunggelenksverletzung erst am 27. April 2013, dem 35. Spieltag der 3. Liga 2012/13 beim 1:1-Heimspiel gegen den FC Hansa Rostock. In der neuen Oberliga Rheinland-Pfalz/Saar spielte er zudem fünf Partien (ein Tor) für die zweite Mannschaft von Saarbrücken. In der Spielzeit 2013/14 spielte er nach dem Aufstieg der ersten Mannschaft in die 3. Liga nur vier Ligaspiele und zwei Partien im DFB-Pokal, wurde jedoch 17-mal (ein Tor) in der fünften Liga bei der zweiten Mannschaft eingesetzt. Der 1. FC Saarbrücken stieg bereits nach einer Saison wieder aus der 3. Liga ab, weshalb er den Verein im Juli 2014 verließ. Bis Februar 2015 war Pellowski vereinslos und schloss sich danach dem Amateurverein FC Alsbach an.
Am 1. Juli 2015 wechselte er in die Regionalliga Südwest zum FC-Astoria Walldorf. In seiner ersten Spielzeit kam er auf 31 Ligaeinsätze und ein Tor. 2016 gewann der Verein den Badischen Pokal, wobei Pellowski jedoch ohne Einsatz blieb. Dadurch qualifizierte sich der Verein jedoch für die DFB-Pokal-Saison 2016/17. Der FC-Astoria Walldorf zog nach Siegen über den VfL Bochum und den SV Darmstadt 98 ins Achtelfinale ein, wo man gegen Arminia Bielefeld erst im Elfmeterschießen ausschied. Pellowski absolvierte alle drei Partien und sorgte dabei für zwei Torvorlagen. In der Liga spielte er 2016/17 28 Spiele und traf zweimal. 2017/18 folgten 24 weitere Partien in der Regionalliga. In seiner letzten Saison als Fußballspieler spielte er 26 Regionalligapartien und traf erneut zweimal. Im Sommer 2019 verließ er den Verein. 

## Karriere als Trainer und Funktionär
Nach seiner Karriere als Fußballspieler kehrte er zu seinem Jugendverein SV Darmstadt 98 als Co-Trainer der U19-Mannschaft zurück. Seit der Saison 2021/22 ist er als Übergangskoordinator des SV Darmstadt 98 tätig, wo er für den Austausch zwischen dem NLZ und den Profis zuständig ist.

## Sonstiges
Sein jüngerer Bruder Jannis Pellowski (* 1992) ist ebenfalls Fußballspieler und seit Sommer 2023 bei Germania Eberstadt aktiv.